# Csak egy villanás (Lost)
A Csak egy villanás egy epizód a Lost c. televíziós sorozatban.
|  | Alább a cselekmény részletei következnek! |

Az előző rész tartalmából:
A hattyú felrobbanása után John és Desmond a dzsungelben tér magához. Desmond pucér, de szerencsére összefut Hurleyvel, aki a Többiektől jött vissza. Hurley beszámol neki, hogy a sziget megremegett és Sawyert, Kate-t és a dokit a többiek elhurcolták. Desmond megnyugtatja, hogy John majd intézkedni fog ezügyben. Desmond felépít egy villámhárítót és nem sokra rá bele is csap egy villám.
Íme a folytatás:
Charlie épp Sawyer dugi cuccait pakolja kifelé, amit Hurley nem nézz jó szemmel. Megjelenik Des és közli, hogy szüksége van Charlie és Hugó segítségére. A dzsungelben Sayid és John már várja őket. John közli a két férfival, hogy Eko meghalt. Desmond furcsán kezd viselkedni, majd elkezd futni a dzsungelen át. John és a többiek a nyomába erednek. Des levetkőzik és beleveti magát a vízbe. Charlie a parton Suntól rákérdez Claire hollétére. Sun állítása szerint sétálni ment. Charlie egyből kapcsolt, hogy a vízben lévő személy Claire. Des miután elérte a vízben lévő testet kiviszi a partra. Valóban Claire volt az. Sikerül újraéleszteni és Claire magához tér. Des megfogja Claire-t és elviszi a sátrához. Charlie meg akarja tudni, hogy honnan tudta előre, hogy Claire fuldoklik, de Des helyett Hugó válaszol. Desmond a jövőbe lát.
Desmond nem sokkal később a parton nézeget egy fotót, amin ő és a kedvese Penny van. Claire leül mellé és elmondja, hogy minden reggel elmegy úszni, de most az áramlat elragadta. Ha Des nem jött volna, akkor ő már halott lenne. Charlie valamiért furcsállja nézz Desmondra, pedig épp hálás lehetne neki. Charlie és Hugó azt vette az eszébe, hogy kiderítik miért viselkedik ilyen furcsán Des. Hugó figyelmezteti Charlie-t, hogy Des hamarabb fog tudni a tervről, mint ahogyan befejeznék a nyomozást. Charlie azt javasolja, hogy le kell itatni. Így is tesznek. Charlie előveszi az italt, de Desmond elutasítja, hiszen mostanában sokat ivott. Charlie-n látszik a sértődöttség, de ekkor Des rákérdez a Whisky márkájára. Amikor meghallja, hogy Maccutcheon, Des elkezd nevetni és belemegy az iszogatásba. Beesteledve nos fokozódott a hangulat, bár Charlie próbált nem berúgni. Charlie kihasználja az alkalmat és megkérdezi, hogy Des honnan tudott Claire-ről. Des azt állítja hallotta amint segítségért kiabál, bár Hugo szerint ez lehetetlen, hiszen 2 kilométerre voltak a parttól. Charlie megemlíti a villámot, de Des odébb áll. Charlie bepöccen és gyávának nevezi Dest. Nos neki se kell több és nekiesik Charlie-nak.
A következő jelenetben megtudhatjuk mi történt a kulcs elfordításakor. a hattyúban megszólalt a riasztó és Des lement a padló alatti üregbe. Amikor elfordítja a kulcsot egy csomó képsor villan be, majd hirtelen Des a múltban találja magát. Fekszik a lakása padlóján és tiszta festék. Pen aggódik érte. Des iszogatott és felborult a létrával, miközben festette a falat. Des össze van zavarodva. Este Des öltözködik és ránéz az órára, amin pont 1 óra 08 perc van. Valamiért ismerősnek tűnik neki a 108. Pen felhívja Des figyelmét, hogy nem muszáj az apjának dolgozni, de Des ki akarja harcolni, hogy tiszteljék. Pen ekkor kimondja, hogy attól ha elutasítja a munkalehetőséget, az még nem a világvége. Des ismét olyat hall, ami ismerős neki. Az események egyre furcsábbak. A mikro ugyanúgy kezd el csipogni, mint a bunkerben lévő számláló. Des elmegy az állásinterjúra Pen apjához, Mr. Widmore cégéhez. A recepción megjelenik egy csomagkézbesítő és a recepciós nőnek átadja a csomagot, ami 8 dollár 15 centbe kerül. Desmond kezdi azt hinni álmodik. Folyton olyan ismerősnek tűnnek a dolgok. Des amikor benn van Mr. Widmorenál akkor megpillant egy hajót. Widmore megemlíti, hogy támogat egy világkörüli versenyt és Desnek bevillan a balesete, de nem tudja hova tenni az emlékeket. Des igazából nem munkáért jött Widmorehoz, hanem leánykérésbe. Widmore elutasítja Dest. Desmond ezután felidegesíti magát és kimegy az utcára, ahol meghall egy utcai zenészt, aki nem más mint Charlie. Des felismeri. Elmeséli Charlie-nak az utcán, hogy ő is ott volt a bunkerben, de a srác nem érti mit akar mondani Des. Az összezavarodott férfit mindenki hülyének nézi. Des amikor mesélni kezd, hogy ez az eseménylánc már egyszer megtörtént vele és az eső témához ér, akkor elkezd zuhogni. Des azonnal felkeresi a barátját Donovant és az időutazásról kérdezi.
Beülnek az egyik bárba és Donovan kineveti Dest, mert szerinte elmentek otthonról. Az időutazásos sztorija egy baromság. Donovan azt szeretné, hogy Des valamivel bebizonyítaná a teóriáját. Épp a bárban megszólal egy dal. A Mama and Papas egyik slágere, amit Des a bunkerben hallott. Des felpörög és elkezdi mesélni a haverjának mi fog következni a következő percekben. A tv-ben a focimeccs alatt gólt fognak lőni és ezzel nyer a csapat. Közvetlen utána bejön egy fickó, Jimmy Lennon aki épp a pultost akarja egy baseball ütővel megverni. Természetesen teljesen más történik, mint amit mondott és Donovan nem veszi komolyan a férfit. Desmond teljesen összetörik. A haverja azt javasolja, hogy ne vacakoljon, hanem vegye le Pent. Hazatérve tudatja Pennyvel, hogy nem kapta meg az állást. Pen elmondja Desmondnak, hogy bármit mond az apja Dere, ő mindig szeretni fogja, mert jó ember. Másnap Des elmegy gyűrűt venni. az eladó hölgy mutat neki egy szép gyűrűt, de amikor des meg akarja venni a nő furcsákat mond neki. Elmondja, hogy mi fog következni a következő évek alatt. Beszél a vitorlásversenyről, a szigetről, a bunkerről. Végül közli vele, hogy addig nem tárgyal, amíg el nem fordítja a kulcsot és meg nem menti a világot a pusztulástól. Des nézz ki a fejéből és már lassan nem ért semmit. Des az egész eseményt hallucinációnak véli. a nő tudatja vele, hogy ugyan látja a jövőt, de nem bír beavatkozni az eseményekbe. Aminek meg kell történnie, az meg is fog történni valamilyen formában. Erre egy piros cipős fickó a bizonyíték, akire egy állvány borult rá. Na ná hogy meghalt. Ha a nő időben figyelmeztette volna, akkor másnap ütötte volna el egy taxi. A nő közli Dessel, hogy mindenféle képen a szigeten köt ki, bármit is szeretne. Desmond nem nyugszik és mindenféleképpen meg szeretné kérni Pen kezét. Ezután Des az utcán sétálva megáll egy toborzó iroda előtt és gondolkodóba esik. Később összefut Pennel és csináltatnak egy közös fotót. Des nézegetni kezdi a fotót. Des próbál szakítani Pennel, de ezt a nő nem értékeli. Miután Pen elment Des a jegygyűrűt a folyóba dobja. Nem sokra rá ismét beül a bárba iszogatni. A bárban megszólal egy dal. A Mama and Papas egyik slágere, amit Des a bunkerben hallott. Ezután felnéz a tv-re és épp gólt lő be az egyik csapat. Des boldog, hogy mégsem őrült meg és tud változtatni a dolgokon. Ekkor toppan be Jimmy Lennon, aki épp a pultost akarja egy baseball ütővel megverni. Des figyelmezteti a pultost, hogy húzza le a fejét, de az ütés őt találja el. Des a szigeten tér ismét magához tök pucéran. A dzsungelben megtalálja a bunker romjait és a fotót, amin a kedvesével vannak.
A mostani eseményeket követve: Hurley leszedi Dest, Charlie-ról. Des figyelmezteti a srácot bármit is tesz úgysem tud változtatni a dolgokon. Charlie visszaviszi Dest a sátrához. Desmond elmeséli Charlie-nak, hogy mi történt vele, amikor elfordította a kulcsot. Ma reggel pedig nem Claire-t mentette meg hanem magát Charlie-t. Reggel ha ő nincs ott, akkor Charlie belevetette volna magát a vízbe és onnan soha nem jött volna ki élve. Amikor pedig a villám belecsapott a villámhárítóba, akkor pedig valójában Charlie-ba kellett volna csapódnia. Des közli Charlie-val, hogy hamarosan meg fog halni, mert nem tudja folyamatosan megmenteni. Az univerzum kijavítja a hibáit és nem lehet tenni ellene semmit.
|  | Itt a vége a cselekmény részletezésének! |